# Golden Valley, Minnesota
Golden Valley, Minnesota là một thành phố nằm ở quận thuộc tiểu bang Minnesota, Hoa Kỳ. Thành phố có diện tích km2, dân số theo ước tính năm 2008 của Cục điều tra dân số Hoa Kỳ là  người.